# Miroslava Knapková
Miroslava Knapková, född den 19 september 1980 i Brno, Mähren, Tjeckoslovakien, är en tjeckisk roddare.
Hon tog OS-guld i singelsculler i samband med de olympiska roddtävlingarna 2012 i London.